# Furio Anziate
Furio Anziate (in latino Furius Antias; Anzio, ... – ...; fl. 100 a.C. circa) è stato un poeta romano.

## Biografia
Furio Anziate amico di Quinto Lutazio Catulo, che gli dedicò un libro sul suo consolato e sulle sue imprese.

## Annales
Avrebbe narrato in un poema epico, gli Annales, di stampo sicuramente enniano, le guerre cimbriche alla quale Lutazio aveva partecipato. Di lui sono rimasti sei esametri tramandati, tra gli altri, da Aulo Gellio, mentre che, comunque, non fosse poeta disprezzabile è attestato da Macrobio, che nei Saturnalia cita alcuni suoi versi che sarebbero serviti da modello a Virgilio.